# Native Police

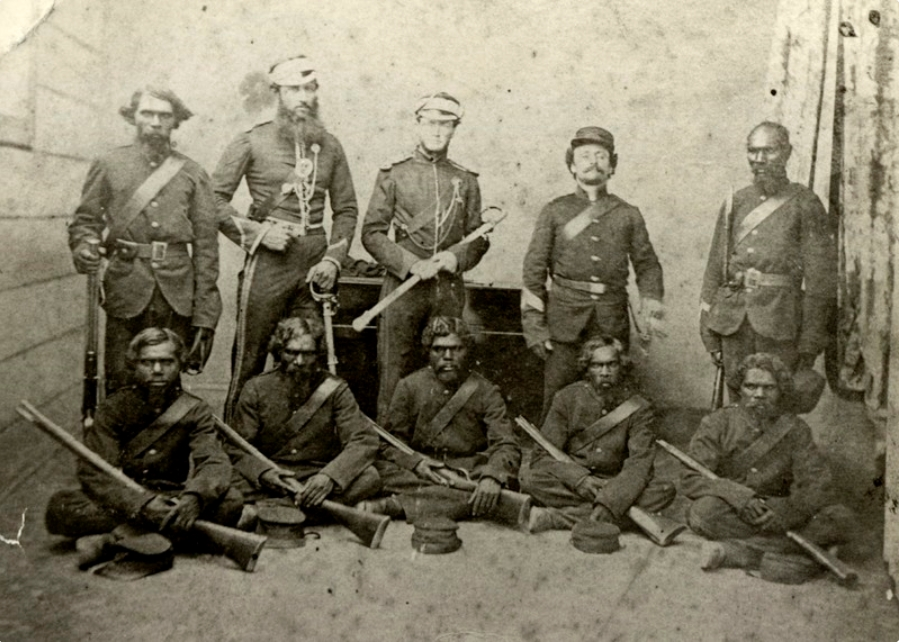
Native Police Rockhampton (1864)

Native Police-eenheden waren politiekorpsen bestaande uit Aboriginals onder leiding van ten minste een blanke officier die tijdens de Europese kolonisatie van Australië werden ingezet om de orde aan het pioniersfront te handhaven. Andere activiteiten waren het begeleiden van reizigers, het opsporen van misdadigers en vermiste personen en later het controleren van licenties op de goudvelden. Met uitzondering van Tasmanië beschikte elke Australische kolonie gedurende het koloniale tijdperk over dergelijke eenheden.
Korpsleden werden zelden of nooit in hun eigen stamgebied ingezet. Ten eerste, omdat ze maar moeilijk konden worden overgehaald om hun eigen mensen te verraden. Daarnaast bestond het risico dat plannen van het korps uitlekten naar aanvoerders van verzetsgroepen in de nabije omgeving. Tot slot deserteerden rekruten dicht bij huis sneller, omdat de verlokkingen van het leven in de bush te groot waren. In Queensland werden bijvoorbeeld mannen uit New South Wales ingezet. Deze spraken een andere taal en hielden er andere gewoontes en gebruiken op na dan de lokale volkeren. Dit maakte het gemakkelijker om tegen lokale opstandelingen op te treden.
De rekruten waren doorgaans jonge mannen die onder dwang of aangelokt door materiële voordelen zoals een eigen paard, een uniform, voedsel en een geweer tot de Native Police Force toetraden. Ze wisten hoe ze in de bush moesten overleven en waren vaak uitstekende spoorzoekers. Een andere reden waarom officieren bij voorkeur Aboriginals rekruteerden, was de gangbare opvatting dat lokale Aboriginals veel banger waren voor de Native Police dan voor blanke politiemannen.
’It is; because they know that the Native Police can follow them—they often laught at the efforts of the whites to follow them.’
Ondanks dat ze van onschatbare waarde waren voor de kolonisten en de politie, werden leden van de Native Police vaak slecht behandeld. De meesten kregen niets betaald en werden regelmatig gestraft.

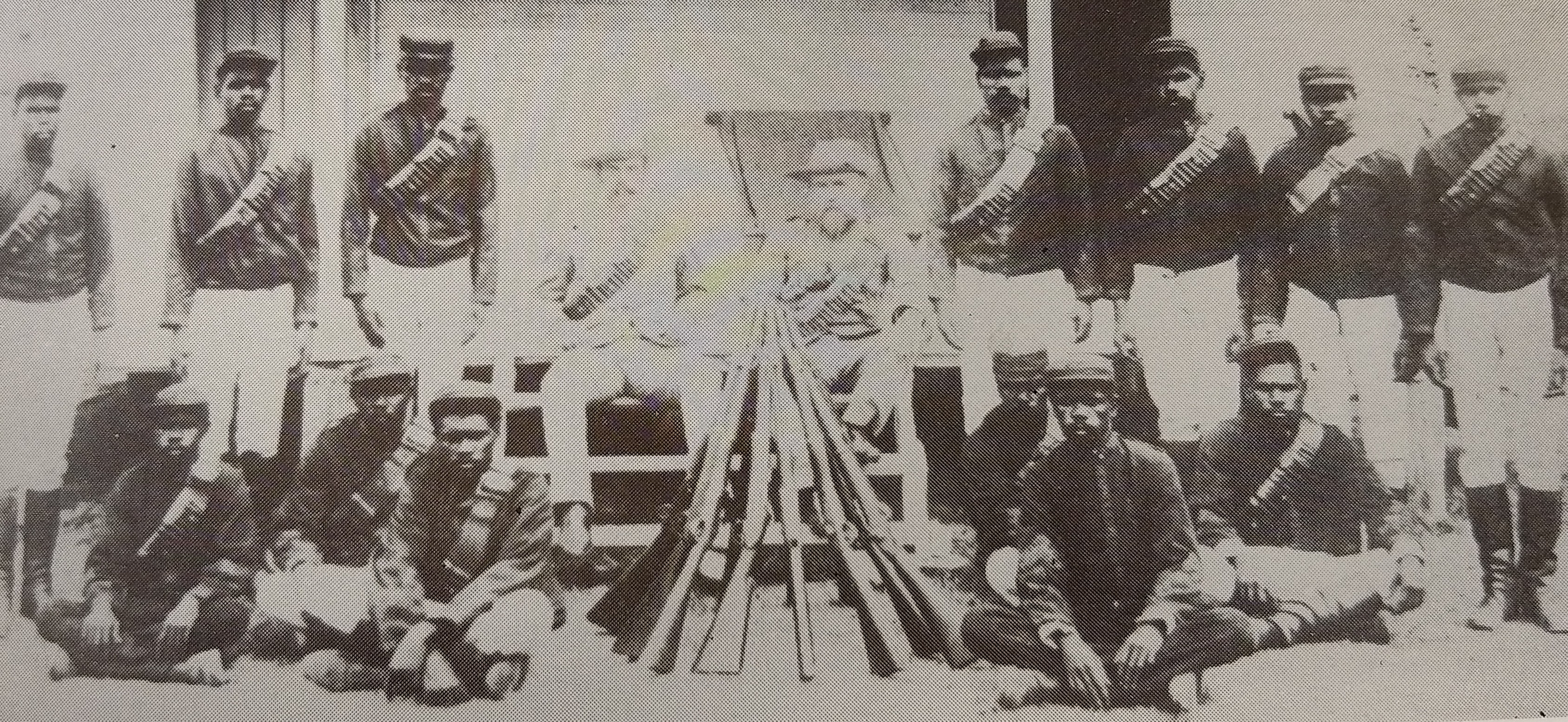
Native Police Musgrave (1898)

Het pioniersfront in Queensland behoorde tot de bloedigste in Australië. De Native Police was daar mede debet aan. Ze werd gefinancierd door squatters (landbezetters) en werd vooral ingezet om deze te beschermen tegen wraakacties van Aboriginals vanwege gestolen land. In 1861 werd er een parlementair onderzoek verricht dat o.a. ‘the charges of unnecessary cruelty brought against their officers when dealing with the Natives’ moest onderzoeken. De Native Police in Queensland was ook betrokken bij diverse bloedbaden, zoals dat bij Pigeon Creek in West-Queensland, en had de reputatie ‘meer problemen te veroorzaken dan op te lossen’.
De Native Police verloor aan betekenis naarmate het kolonisatieproces zijn voltooiing naderde. Zodra de hoeveelheid conflicten tot een minimum was beperkt, werden de Aboriginals vervangen door blanke politieagenten met uitzondering van een paar spoorzoekers die voor andere taken van nut bleven.